# NEPOMUK
NEPOMUK (Networked Environment for Personalized, Ontology-based Management of Unified Knowledge) es una especificación de software libre interesada en el desarrollo de un Escritorio Semántico Social que enriquece e interconecta datos desde diferentes aplicaciones de escritorio usando metadatos semánticos alojados como RDF. Inicialmente, fue desarrollado bajo el Proyecto NEPOMUK y tuvo un costo de 17 millones de euros, de los cuales 11,5 millones fueron donados por la Unión Europea.

## Implementaciones
Existen 2 implementaciones de NEPOMUK: una desarrollada en C++ y KDE, y otra en Java.

### KDE
NEPOMUK-KDE es una de las nuevas tecnologías que se incorporaron en KDE 4. Usa Soprano para acceder a los datos en RDF y permite la asociación de metadatos presentes en varios elementos que utiliza un usuario de escritorio como archivos, marcadores, correos electrónicos y entradas de calendario. Los metadatos pueden ser suministrados por el usuario directamente a través de las aplicaciones (por ejemplo, agregando una etiqueta a un archivo desde Dolphin) o indexados automáticamente a través de Strigi o Akonadi.

### Java
La implementación basada en Java de NEPOMUK fue finalizada a finales de 2008 y sirvió como entorno de prueba de concepto para varias técnicas de Escritorio Semántico. Incluye un frontend propio (PSEW) que integra búsqueda, navegación, recomendación y funcionalidad P2P. Usa el framework Sesame para almacenar el RDF y el framework Aperture para la integración con otras aplicaciones de escritorio como clientes de correo electrónico y navegadores.